# Tour de Flandes 2011
El Tour de Flandes 2011 és la 95a edició del Tour de Flandes. Es disputà el 3 d'abril del 2011 entre Bruges i Ninove, amb una llargada de 256,3 quilòmetres.
El belga Nick Nuyens (Saxo Bank) fou el vencedor final, després d'imposar-se a l'esprint als seus companys d'escapada, el francès Sylvain Chavanel (Quick Step) i el suís Fabian Cancellara (Team Leopard Trek), darrer vencedor de la cursa.

## Equips participants
L'organització convidà 25 equips en aquesta edició, divuit ProTour i set de categoria continental:
| Núm.    | Codi | Equip                  |
| ------- | ---- | ---------------------- |
| 1-8     | LEO  | Team Leopard Trek      |
| 11-18   | GRM  | Garmin-Cervélo         |
| 21-28   | VCD  | Vacansoleil-DCM        |
| 31-38   | QST  | QuickStep Cycling Team |
| 41-48   | OLO  | Omega Pharma-Lotto     |
| 51-58   | RAB  | Rabobank ProTeam       |
| 61-68   | THR  | Team HTC-High Road     |
| 71-78   | BMC  | BMC Racing Team        |
| 81-88   | SBS  | Saxo Bank-Sungard      |
| 91-98   | SKY  | Team Sky               |
| 101-108 | LIQ  | Liquigas-Cannondale    |
| 111-118 | RSH  | Team RadioShack        |
| 121-128 | ALM  | AG2R La Mondiale       |

| Núm.    | Codi | Equip                        |
| ------- | ---- | ---------------------------- |
| 131-138 | AST  | Astana Qazaqstan Team        |
| 141-148 | KAT  | Team Katusha                 |
| 151-158 | LAM  | Lampre-ISD                   |
| 161-168 | MOV  | Movistar Team                |
| 171-178 | EUS  | Euskaltel–Euskadi            |
| 181-188 | LAN  | Landbouwkrediet              |
| 191-198 | TPV  | Topsport Vlaanderen-Mercator |
| 201-208 | VRW  | Veranda's Willems-Accent     |
| 211-218 | COF  | Cofidis                      |
| 221-228 | FDJ  | FDJ                          |
| 231-238 | SKS  | Skil-Shimano                 |
| 241-248 | EUC  | Europcar                     |

## Recorregut
El recorregut incloïa divuit cotes i quinze trams de pavé:
| Núm. | Nom                     | Kilòmetre | Tipus       | Llargada (m) | Pendent mitjana |
| ---- | ----------------------- | --------- | ----------- | ------------ | --------------- |
| 1    | Tiegemberg              | 70        | asfalt      | 750          | 5,6%            |
| 2    | Nokereberg              | 80        | pavé        | 350          | 5,7%            |
| 3    | Rekelberg               | 127       | asfalt      | 800          | 4%              |
| 4    | Kaperij                 | 139       | pavé        | 1.000        | 5,5%            |
| 5    | Kruisberg               | 154       | asfalt      | 1.875        | 4,8%            |
| 6    | Knokteberg              | 164       | asfalt      | 1.100        | 8%              |
| 7    | Vieux Quaremont         | 171       | pavé        | 2.200        | 4,2%            |
| 8    | Paterberg               | 175       | pavé        | 400          | 12,5%           |
| 9    | Koppenberg              | 181       | pavé        | 1.100        | 7,6%            |
| 10   | Steenbeekdries          | 187       | pavé        | 820          | 7,1%            |
| 11   | Taaienberg              | 190       | pavé        | 800          | 4,2%            |
| 12   | Eikenberg               | 194       | pavé        | 1.250        | 5,8%            |
| 13   | Molenberg               | 209       | pavé        | 463          | 7%              |
| 14   | Leberg                  | 216       | asfalt      | 700          | 6,1%            |
| 15   | Valkenberg              | 225       | asfalt      | 875          | 6,1%            |
| 16   | Tenbosse                | 232       | asfalt      | 450          | 6,9%            |
| 17   | Muur van Geraardsbergen | 242       | pavé        | 1.075        | 9,3%            |
| 18   | Bosberg                 | 246       | pavé/asfalt | 980          | 5,8%            |

## Desenvolupament de la cursa
La primera hora de cursa es va a fort ritme, sense que cap ciclistes intentés l'escapada. Al voltant dels 50 km es formà una escapada integrada per cinc ciclistes: Sébastien Turgot (Europcar), Jeremy Hunt (Team Sky), Roger Hammond (Garmin-Cervelo), Stefan van Dijk (Veranda's Willems-Accent) i Mitchell Docker (Skil-Shimano). Arribaren a disposar de fins a 8 minuts a 163 quilòmetres de meta.
En acostar-se al Kruisberg el nerviosisme es feu present al gran grup, provocant diverses caigudes, entre elles les de Marcus Burghardt (BMC Racing Team), Davide Malacarne (QuickStep Cycling Team), Joost Posthuma (Team Leopard-Trek) i Karsten Kroon (BMC Racing Team). A 86 km de meta, Sylvain Chavanel (QuickStep Cycling Team) s'escapa del gran grup, al qual se li uneix poc després Simon Clarke (Astana Qazaqstan Team), que superen els tres supervivents de l'escapada inicial, Hammond, Docker i Turgot, abans del Koppenberg. Al duet capdavanter se'ls uní, a 61 km de meta, Lars Boom (Rabobank ProTeam) i Edvald Boasson Hagen (Team Sky). Al Molenberg Sylvain Chavanel deix enrere els seus tres companys d'escapada, aconseguint fins a 59 segons d'avantatge.
A 43 km de l'arribada Tom Boonen (QuickStep Cycling Team) respon a un atac del campió del món Thor Hushovd al Molenberg. En aquest mateix punt Philippe Gilbert es veu afectat per una punxada. Boonen és seguit per Fabian Cancellara (Team Leopard-Trek), que deix enrere la resta i marxa en solitari en busca de Sylvain Chavanel, al qual s'uneix a 32 km de meta.
Pel darrere s'uneix un grup amb els principals favorits, dels quals tira el BMC Racing Team. Cancellara és el que duu tota la iniciativa, mentre Chavanel es limita a seguir-lo. Al Muur van Geraardsbergen Cancellara s'enfonsa i perd el minuts de diferència que tenia en molt poc espai. Philippe Gilbert (Omega Pharma-Lotto) ataca al Bosberg, darrera dificultat del dia, però és agafat a 8 km de meta.
A l'entrada a Ninove hi arriba un grup de 12 ciclistes, entre ells el català Joan Antoni Flecha. Llavors es torna a trencar el grup fruit d'un darrer atac de Fabian Cancellara, al qual sols poden respondre Chavanel i Nick Nuyens (Saxo Bank-Sungard). En l'esprint Nuyens s'imposa a Chavanel i Cancellara. Tom Boonen, que llença l'esprint des de molt lluny amb un intent desesperat per unir-se als escapats, arriba en quarta posició a 2 segons.

## Resultat
|    | Ciclista            | Equip                       | Temps      | UCI World Tour Punts |
| -- | ------------------- | --------------------------- | ---------- | -------------------- |
| 1  | Nick Nuyens         | Saxo Bank-Sungard           | 6h 00' 42" | 100                  |
| 2  | Sylvain Chavanel    | Quick-Step Alpha Vinyl Team | m.t        | 80                   |
| 3  | Fabian Cancellara   | Team Leopard Trek           | m.t        | 70                   |
| 4  | Tom Boonen          | Quick-Step Alpha Vinyl Team | + 2"       | 60                   |
| 5  | Sebastian Langeveld | Rabobank ProTeam            | m.t        | 50                   |
| 6  | George Hincapie     | BMC Racing Team             | + 5"       | 40                   |
| 7  | Bjorn Leukemans     | Vacansoleil-DCM             | m.t        | 30                   |
| 8  | Staf Scheirlinckx   | Veranda's Willems-Accent    | m.t        | -                    |
| 9  | Philippe Gilbert    | Omega Pharma-Lotto          | m.t        | 10                   |
| 10 | Geraint Thomas      | Team Sky                    | m.t        | 4                    |